# Myiagra azureocapilla
Monarca-de-crista-azul ou papa-moscas-de-cabeça-celeste (Myiagra azureocapilla) é uma espécie de ave da família Corvidae.
É endémica de Fiji.
Os seus habitats naturais são: florestas subtropicais ou tropicais húmidas de baixa altitude e regiões subtropicais ou tropicais húmidas de alta altitude.